# Abas I
Abas I, o Grande (em persa: عباس اول; Herate, 27 de janeiro de 1571 - Tabaristão, 19 de janeiro de 1629) foi xá do Império Sefévida, sucessor de Maomé Codabanda (r. 1578–1587), seu pai, e antecessor de Safi (r. 1629–1642). É geralmente considerado um dos maiores governantes da história iraniana e da dinastia safávida.

## Vida
Embora Abas presidisse o ápice do poder militar, político e econômico do Irã safávida, ele subiu ao trono durante um período conturbado para o país. Sob o governo ineficaz de seu pai, o país foi dilacerado pela discórdia entre as diferentes facções do exército Quizilbache, que mataram a mãe e o irmão mais velho de Abas. Enquanto isso, os inimigos do Irã, o Império Otomano (seu arquirrival) e os uzbeques, exploraram esse caos político para tomar território para si. Em 1588, um dos líderes Quizilbache, Murxide Coli Cã, derrubou o xá Mohammed em um golpe e colocou Abas, de 16 anos, no trono. No entanto, Abas logo tomou o poder para si mesmo.
Sob sua liderança, o Irã desenvolveu o sistema gulam, onde milhares de soldados-escravos circassianos, georgianos e armênios se juntaram à administração civil e militar. Com a ajuda dessas camadas recém-criadas na sociedade iraniana (iniciadas por seus predecessores, mas significativamente expandidas durante seu governo), Abas conseguiu eclipsar o poder do Quizilbache na administração civil, na casa real e nas forças armadas. Essas ações, bem como suas reformas no exército iraniano, permitiram que ele lutasse contra os otomanos e uzbeques e reconquistasse as províncias perdidas do Irã, incluindo Caquécia, cujo povo ele sujeitou a massacres e deportações em larga escala. No final da Guerra Otomana de 1603–1618, Abas havia recuperado a posse da Transcaucásia e do Daguestão, bem como faixas da Anatólia oriental e da Mesopotâmia. Ele também retomou as terras dos portugueses e dos mongóis e expandiu o domínio e a influência iraniana no norte do Cáucaso, além dos territórios tradicionais do Daguestão.
Abas foi um grande construtor e mudou a capital de seu reino de Gasvim para Ispaã, tornando a cidade o auge da arquitetura safávida. Em seus últimos anos, após uma intriga judicial envolvendo vários circassianos importantes, Abas suspeitou de seus próprios filhos e os matou ou cegou.